# Кубок Італії з футболу 1922
Кубок Італії з футболу 1922 — 1-й розіграш Кубка Італії з футболу. У турнірі взяли участь 38 італійських клубів. Перший титул володаря кубка Італії здобуло «Вадо», яке у фіналі переграло «Удінезе».

## Календар
| Раунд        | Дата                     | Матчі | Клуби   |
| ------------ | ------------------------ | ----- | ------- |
| Перший раунд | 2 квітня 1922            | 17    | 38 → 21 |
| Другий раунд | 9 квітня 1922            | 9     | 21 → 12 |
| Третій раунд | 23 квітня 1922           | 4     | 12 → 8  |
| 1/4 фіналу   | 18 червня 1922           | 4     | 8 → 4   |
| 1/2 фіналу   | 25 червня - 9 липня 1922 | 2     | 4 → 2   |
| Фінал        | 16 липня 1922            | 1     | 2 → 1   |

## 1/4 фіналу
| Команда 1      | Рахунок | Команда 2 |
| -------------- | ------- | --------- |
| 18 червня 1922 |         |           |
| Лібертас       | 2:0     | Валенцана |
| Про Ліворно    | 0:1     | Вадо      |
| Сперанца       | 1:2     | Луккезе   |
| Удінезе        | 2:0     | Новезе    |

## 1/2 фіналу
| Команда 1      | Рахунок | Команда 2 |
| -------------- | ------- | --------- |
| 25 червня 1922 |         |           |
| Вадо           | 1:0     | Лібертас  |
| 9 липня 1922   |         |           |
| Удінезе        | 2:0     | Луккезе   |

## Фінал
| 16 липня 1922 |

| Вадо          | 1:0 дч | Удінезе |
| ------------- | ------ | ------- |
| Левратто 118' |        |         |

| «Стадіо Ферруччіо Кіттоліна», Вадо-Лігуре Арбітр: Луїджі Паскінеллі |